# Estação Marx Dormoy
Marx Dormoy é uma estação da linha 12 do Metrô de Paris, localizada no 18.º arrondissement de Paris.

## História
A estação foi aberta em 23 de agosto de 1916 na linha A (hoje linha 12) da Société du chemin de fer électrique souterrain Nord-Sud de Paris, chamada Nord-Sud.
Localizado abaixo da rue de la Chapelle, ela foi inicialmente chamada Torcy. Ela levou seu nome atual em 11 de maio de 1946, após a renomeação, sob o nome de rue Marx-Dormoy, da parte sul da rue de la Chapelle. Seu único acesso é no terrapleno próximo do cruzamento da rue Ordener, da rue Riquet e da rue de la Chapelle (place Paul-Éluard).
Em 2011, 3 586 107 entrantes foram contados nesta estação. Ela viu entrar 3 753 736 passageiros em 2013, o que a coloca na 139ª posição das estações de metrô por sua frequência.

### Origem dos nomes
- O marquês Jean-Baptiste Colbert de Torcy (1665-1746), sobrinho de Colbert, foi secretário de Estado dos Negócios Estrangeiros. Ele foi muito ativo nos tratados de Utrecht (1713) e de Rastatt (1714). Dá seu nome à rue de Torcy.
- Prefeito socialista de Montluçon, deputado, então senador, Marx Dormoy (1888-1941) foi ministro do Interior em 1937 e 1938. Ele foi assassinado pelos cagoulards.

## Serviços aos passageiros

### Acesso

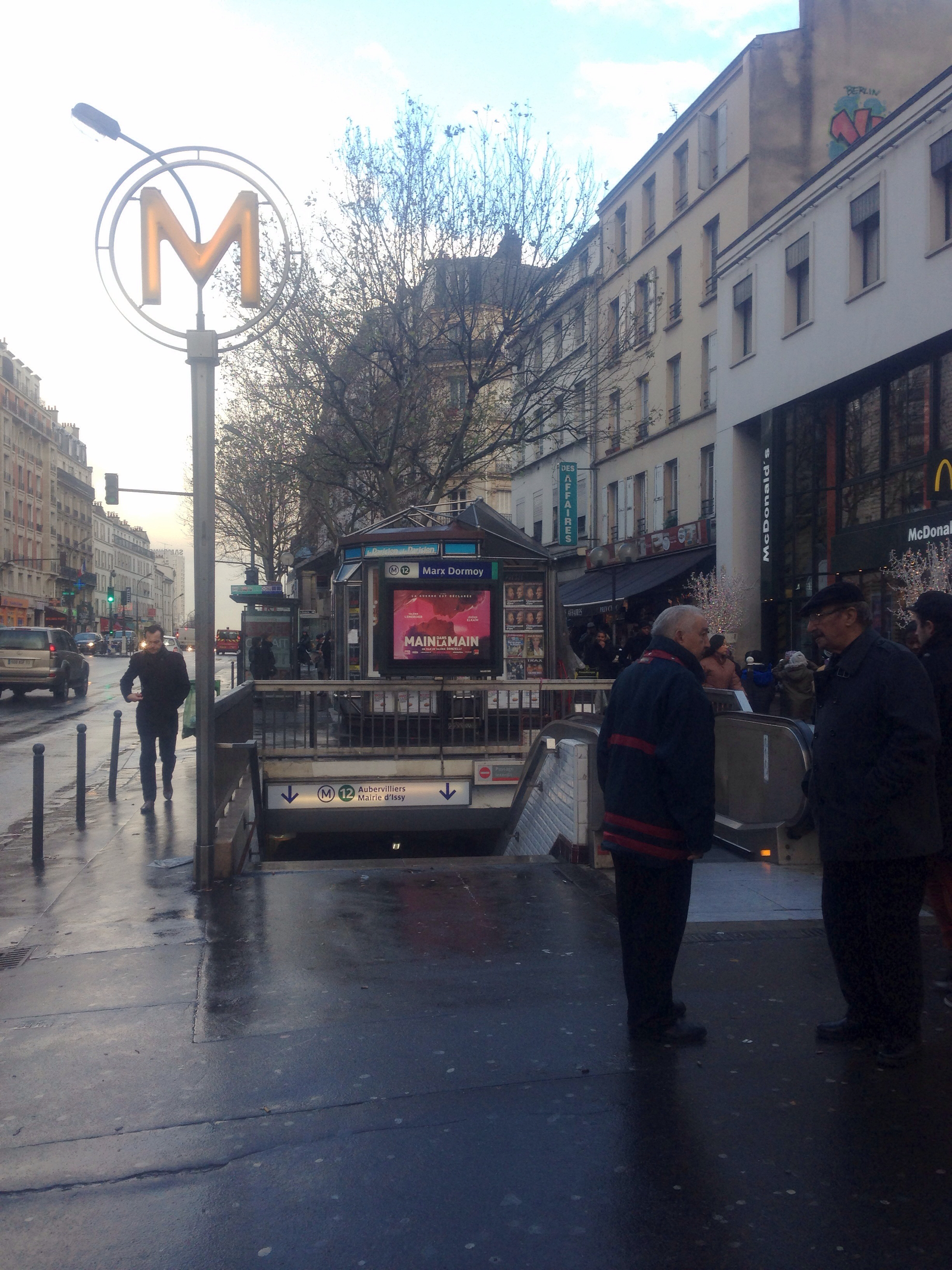
Acesso da estação

A estação tem um único acesso na place Paul-Éluard, a direita do n.º 4 da rue de la Chapelle.

### Plataformas
Marx Dormoy é uma estação de configuração padrão: ela possui duas plataformas laterais de 75 metros de comprimento separadas pelas vias do metrô sob uma abóbada semi-elíptica, forma específica das antigas estações da Nord-Sud a qual conserva a decoração em cerâmica original. Desde a década de 1950, os pés-direitos são revestidos com uma cambagem metálica com montantes horizontais vermelhos e quadros publicitários dourados. O nome da estação é inscrito na fonte Parisine em placas esmaltadas incorporadas à cambagem. As plataformas não têm assentos, mas são equipadas com barras "assis-debout" de cor vermelhas. A iluminação é assegurada por tubos independentes.

### Intermodalidade
A estação é servida pelas linhas 35, 60 e 65 da rede de ônibus da RATP e, à noite, pela linha N43 do Noctilien.

## Pontos turísticos
- Jardins d'Éole
- Marché de La Chapelle
- Quartier de la Chapelle
- Quartier de la Goutte-d'Or